# Fürst-Erich-Kapelle

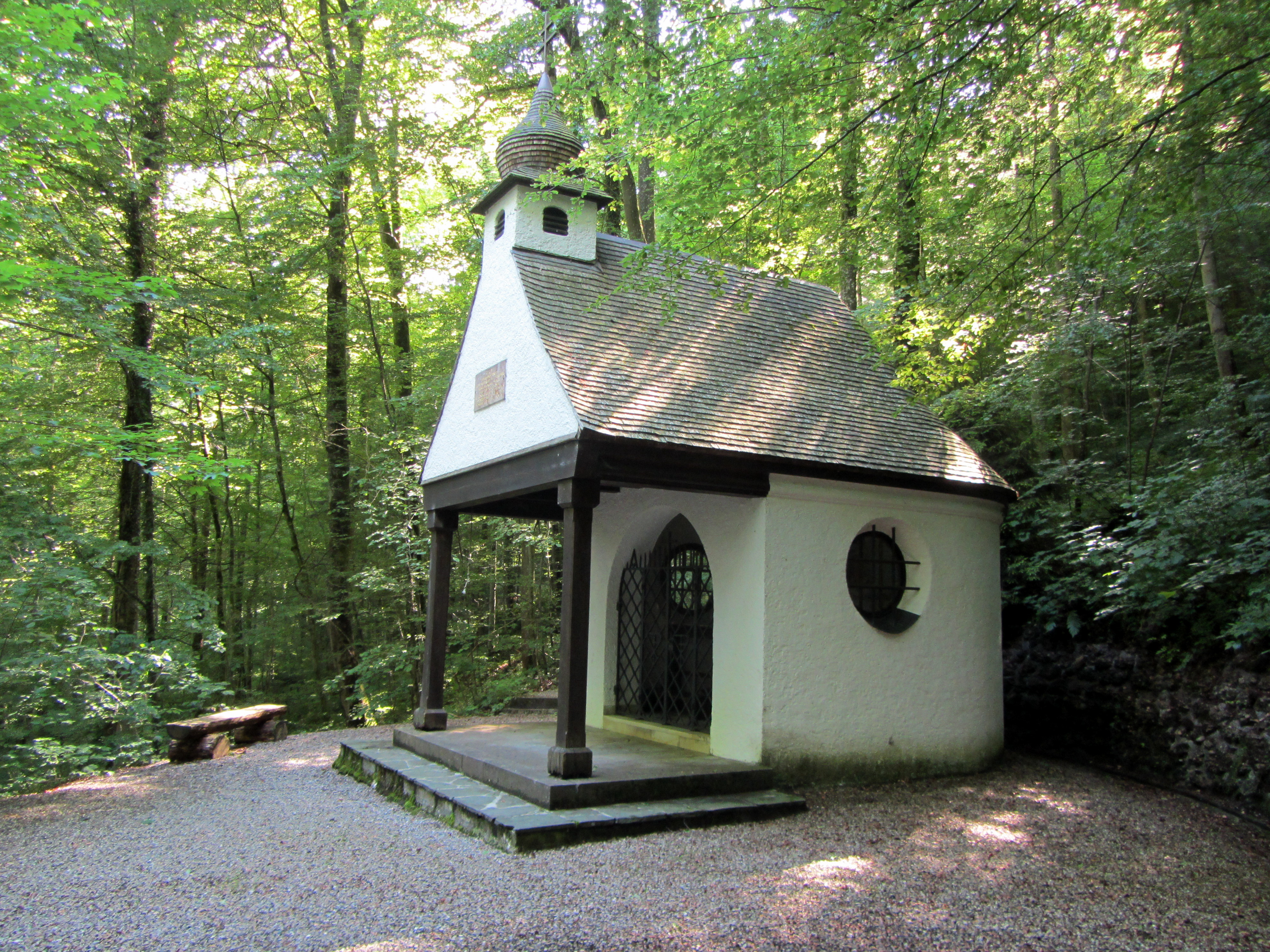
Fürst-Erich-Kapelle (2012)

Die Fürst-Erich-Kapelle ist eine Kapelle bei Marstetten in der Gemeinde Aitrach im Landkreis Ravensburg in Oberschwaben. Sie soll an den sich am 24. Mai 1953 an der Stelle ereigneten Unfalltod des damaligen Chefs des Hauses Waldburg-Zeil Erich von Waldburg-Zeil erinnern und ist im Besitz des Fürstenhauses.

## Beschreibung
Der schlichte und einfache Kapellenbau befindet sich im Ortsteil Marstetten, westlich der Bahnstrecke Leutkirch–Memmingen und der L 260 nach Mooshausen, ca. 300 m nördlich der Burgruine Marstetten, am Ende der Holzstöcke in einem Mischwaldgebiet.
Der Bauplan für das Bauwerk wurde kurz nach dem tödlichen Unfall von Fürst Erich von Waldburg-Zeil im Jahre 1953 von Karl Gero Herzog von Urach erstellt. Im selben Jahr war die Kapelle fertiggestellt und wurde am 30. Oktober 1953 von dem Ottobeurer Abt Vitalis Maier eingeweiht. Sie ist geostet mit rundem nicht eingezogenem Chor.  Das vorkragende Satteldach der Kapelle ist mit Holzschindeln gedeckt und hat einen Dachreiter mit Zwiebelhaube, worin sich eine Glocke befindet. Sie steht auf einem Fundament mit umlaufender Drainage. Man betritt die Kapelle durch ein offenes schmiedeeisernes Gitter, in dem sich eine Tür befindet. In der Kapelle sind vier Kniebänke und an der westlichen Wand eine Mensa, darüber das Fresko eines unbekannten Freskanten. An der Mensa sind die Initialen  „IHS“ angebracht, die Abkürzung des Namens Jesu in griechischen Buchstaben.

### Fresko
Das Fresko über der Mensa stellt eine Ölberggruppe dar. Jesus betet in der Nacht vor seiner Kreuzigung zusammen mit seinen Jüngern Simon Petrus, Johannes und Jakobus im Garten Gethsemane. Im Hintergrund des Freskos erkennt man eine große Stadt mit teilweise zerstörten Gebäuden. Die drei Jünger sind schlafend dargestellt. Am unteren Ende des Freskos steht: „Einer wacht“ und darunter „Vater nicht mein, sondern dein Wille geschehe“ (Lk 22,42). Jesus kniet in der Mitte seiner schlafenden Jünger. Seine Hände sind erhoben. Über der Stadt erhebt sich eine Person  in einem blauen Gewand mit deutenden Gesten, vor deren Brust ein goldener Kelch schwebt. Rechts von Jesus erscheint zwischen einer Moschee und einem Tempel auf der einen Seite und einer Kirche auf der anderen ein Kopf mit zwei Hörnern, zwischen denen sich ein Pentagramm befindet. Vor den Toren zur Stadt liegen mit Szepter und Krone, Schlüssel und Tiara die Insignien von Kaiser und Papst.
Die Kapelle gehört zu dem Ensemble von vier auf dem Gemeindegebiet von Aitrach sich befindenden Kapellen.

### Gedenktafel

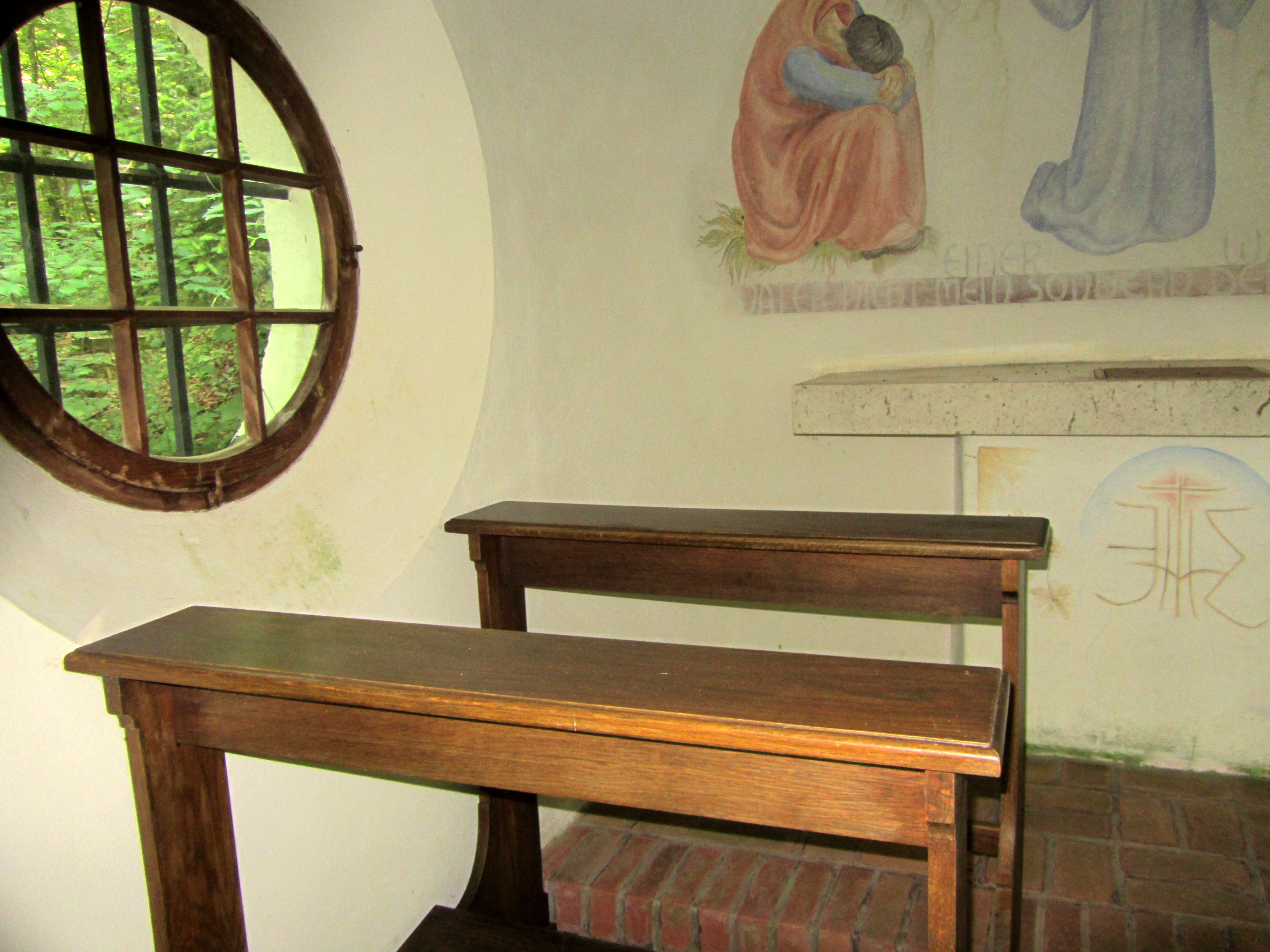
Fürst-Erich-Kapelle (2012)

An der östlichen äußeren Stirnseite ist eine Gedenktafel angebracht auf der steht:
                             S.I.R.D.H.

             ILLUSTRISSIMUS PRINCEPS

  ERICUS DE WALDBURG AD ZEIL ET TRAUCHBURG

          natus die XXI Augusti a.D. MDCCCIC

            obiit die XXIV Maii a.D. MCMLIII

HOC LOCO MORTIFERO ADFECTUS VULNERE.IN

CUIUS MEMORIAM UTQUE DEUS GLORIFICETUR

        IN OMNIBUS AEDIFICATUM a.D. MCMLIII
Die Kapelle ist Station der jährlichen Gemeindewallfahrt der Seelsorgeeinheit Rot-Iller nach Maria Steinbach.